# GWR Premier Class
GWR Premier Class — тип товарных паровозов широкой колеи Большой западной железной дороги с осевой формулой 0-3-0, построенный с февраля 1846 по май 1847 года в 12 экземплярах. Паровозы этого типа проработали до 1872 года.
Этот тип паровозов стал первым построенным на Суиндонском заводе GWR, за исключением котлов, изготовленных сторонним поставщиком. Паровозы были крупнее боле ранних «Геркулесов», но с такими же хэйкокскими топками. Через полгода после окончания выпуска этой серии на Суиндонском заводе начался выпуск более крупных паровозов типа «Пирагмон».
Около 1865 года паровозы Premier стали классифицировать вместе с «Геркулесами» в тип «Фурия».
| Имя         | Построен | Списан | Примечания |
| ----------- | -------- | ------ | --- |
| Аякс        | 1846     | 1871   | Имя унаследовано от одного из первых неудачных локомотивов дороги, построенных на заводе Mather, Dixon в 1838 году. Паровоз назван по одному из кораблей Нельсона в битве при мысу Трафальгар. |
| Арго        | 1846     | 1855   | |
| Беллерофонт | 1846     | 1870   | Корабль его величества Беллерофонт отличился в Трафальгарской битве. |
| Бергион     | 1847     | 1870   | Назван по одному из многочисленных сыновей Посейдона. |
| Бриарк      | 1847     | 1870   | Назван по второстепенному персонажу греческой мифологии. |
| Brontes     | 1847     | 1872   | Назван по имени циклопа, которое значит «Гром». |
| Дредноут    | 1846     | 1871   | Буквально «Бесстрашный» — имя, которое носили несколько английских военных кораблей. |
| Фурия       | 1846     | 1871   | |
| Ясон        | 1847     | 1870   | |
| Premier     | 1846     | 1869   | Имя унаследовано от паровоза Mather, Dixon 1838-го года. |
| Телика      | 1846     | 1870   | |
| Везувий     | 1846     | 1870   | |